# Сирьяк, Гои Би
Сирьяк Гои Би Зоро Седе (фр. Cyriac Gohi Bi Zoro Sede; 5 августа 1990, Далоа Кот-д’Ивуар) — ивуарийский футболист, нападающий. Выступал за сборную Кот-д’Ивуара.

## Карьера
Свою карьеру Сирьяк начинал у себе на родине в академии «Соль Бени», там он и приглянулся селекционерам «Чарльтон Атлетик», и чуть позже он подписал контракт с этим клубом.
За «Чарльтон Атлетик» не провёл ни одного матча, и  был отдан в аренду «Мимозасу».
За один сезон проведенный в «Мимозасе», Сирьяк успел стать лучшим бомбардиром Чемпионата Кот-д’Ивуара.
31 января 2009 года подписал контракт на пять лет со «Стандардом».
2 июля 2012 года подписал 4-летний контракт с «Андерлехтом».

## Достижения
Личные
- Лучший бомбардир Чемпионата Кот-д’Ивуара : 2008

Командные
- Серебряный призёр Чемпионата Кот-д’Ивуара : 2008
- Чемпион Бельгии: 2012/13, 2013/14
- Обладатель Суперкубка Бельгии (3): 2012, 2013, 2014